# Mesostenus coreanus
Mesostenus coreanus là một loài tò vò trong họ Ichneumonidae.